# Sicunusa
Koordinaten: 26° 52′ S, 30° 57′ O
Sicunusa (auch: Sigunusa) ist ein Ort in Eswatini. Er liegt im Südwesten des Landes und gehört zur Region Shiselweni. Der Ort liegt etwa 1200 Meter über dem Meeresspiegel in der Nähe zur Grenze von Südafrika.

## Geographie
Sicunusa liegt ganz im Südwesten von Eswatini an der Mündung der Fernstraße MR13 in die MR4, die von Süden kommend zur Grenze bei Mkhondo in Südafrika verläuft.